# مقاطعة براون (تكساس)
مقاطعة براون (بالإنجليزية: Brown  County)‏ هي إحدى المقاطعات في ولاية تكساس، الولايات المتحدة الأمريكية، يبلغ عدد سكانها 38,106 نسمة طبقا لإحصاء عام 2010 .

موقع المقاطعة في ولاية تكساس

## أعلام
- بيلي كروس